# اسپریت آو میستری
اسپریت آو میستری (به انگلیسی: Spirit of Mystery) یک کشتی است که طول آن ۳۷ فوت (۱۱٫۲۸ متر) می‌باشد. این کشتی در سال ۲۰۰۸ ساخته شد.